# Bâtiment du Narkomfin

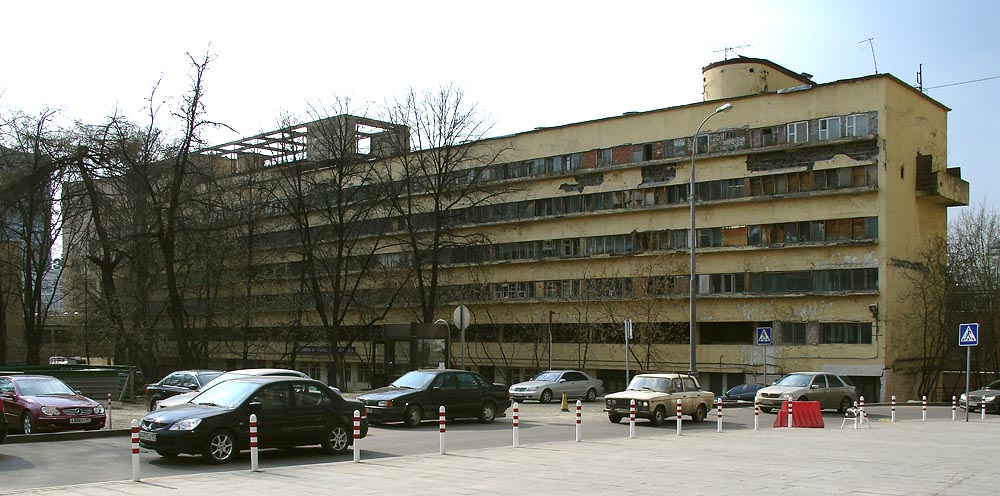
Vue depuis les boulevards circulaires (est)

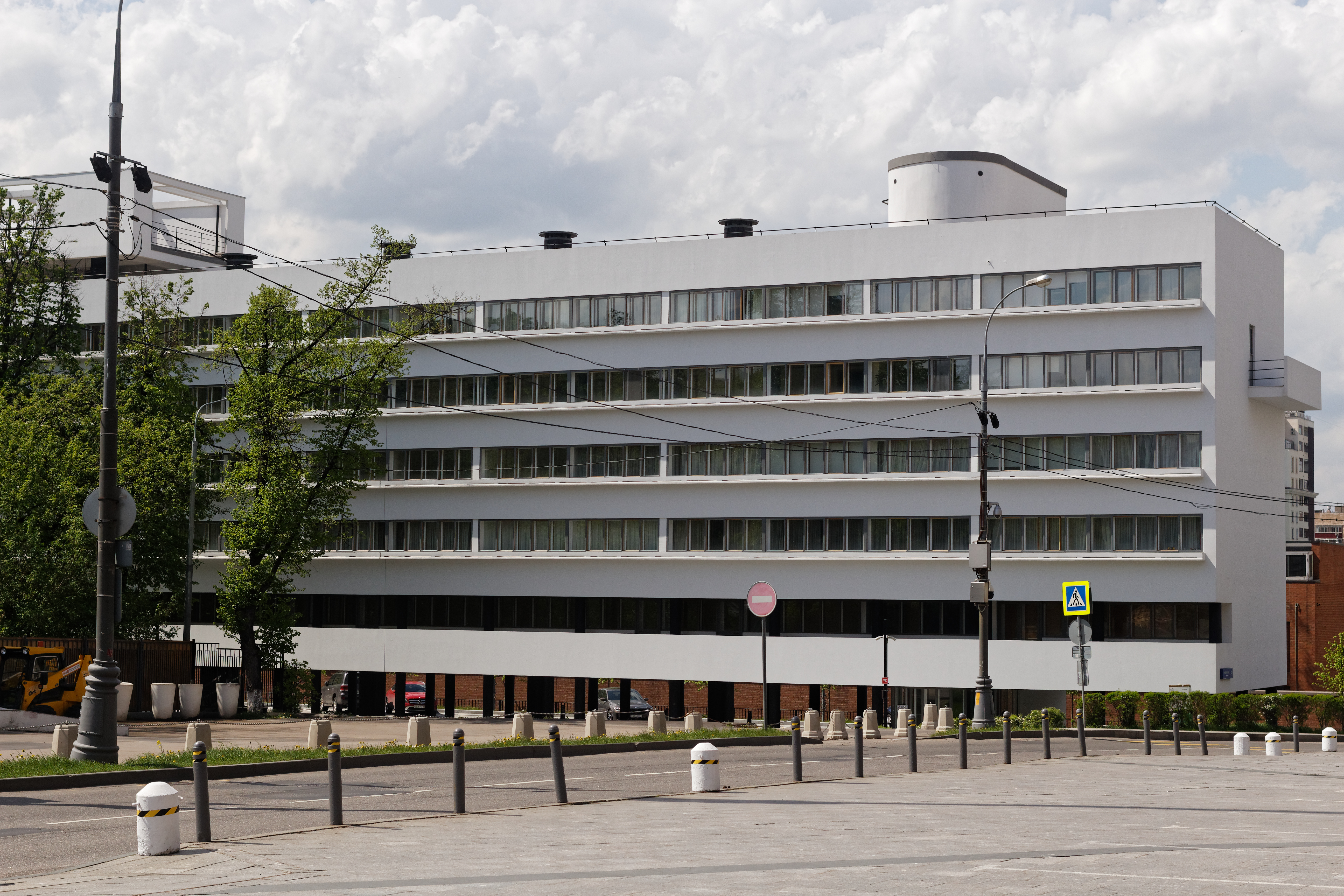
Le bâtiment restauré en 2021.

Le bâtiment du Narkomfin est un ensemble d'immeubles de logements à Moscou, dessiné par Moisei Ginzbourg et Ignaty Milinis en 1928, et achevé en 1932. Seuls deux des quatre bâtiments prévus furent terminés. L'ensemble est situé au 25, boulevard Novinsky, coincé entre l'ancien et le nouveau terrain de l'ambassade des États-Unis. C'est une des œuvres les plus emblématiques de la période de l'avant-garde russe et de l'architecture constructiviste. En mauvais état, ces immeubles connaissent un taux élevé de vacance depuis longtemps. Les propositions de rénovation, au mieux, maintiendraient les murs debout. Une restauration a néanmoins lieu de 2016 à 2020.

## Architecture pour une vie en collectivité

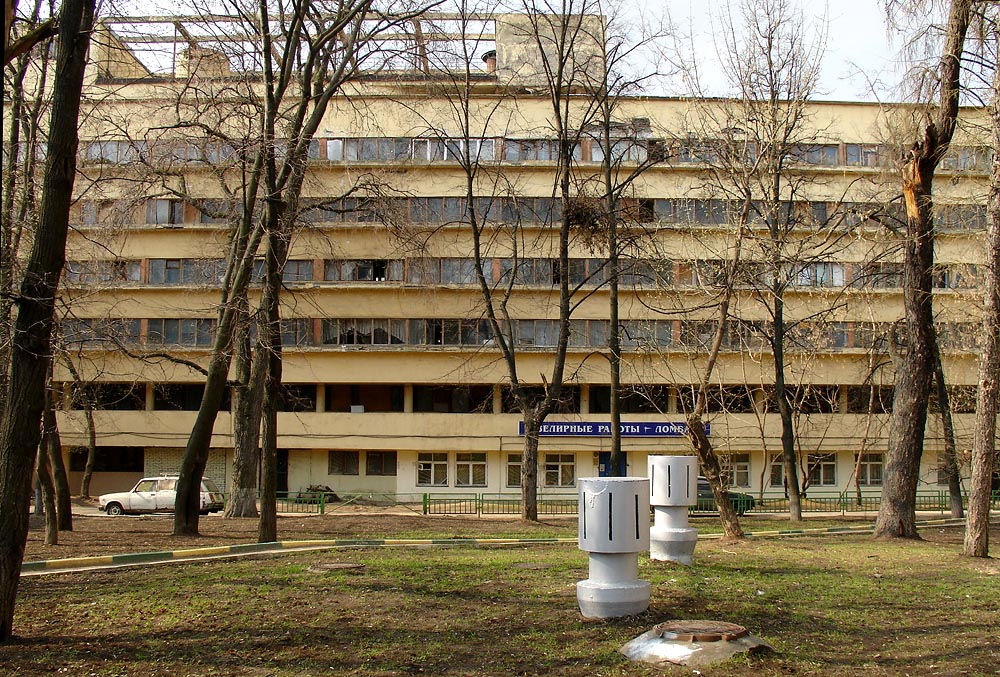
Vue de l'appartement de Fédor Chaliapine et du parc (est)

Cet immeuble, dédié aux travailleurs du commissariat des Finances (abrégé en Narkomfin), fut une occasion pour Ginzbourg d'appliquer plusieurs des théories avancées par les constructivistes du groupe OSA pendant les années 1920, sur la forme architecturale et la vie communautaire. Le bâtiment est fait en béton armé et est posé dans un parc. À l'origine, il devait être un long bloc monté sur pilotis (avec appartements bénéficiant d'une terrasse en jardin), relié par une passerelle fermée à un bâtiment plus petit offrant des services collectifs.
Comme ce fut vanté par les architectes, les appartements devaient révolutionner la vie quotidienne des habitants. En offrant des services communaux comme des cuisines (maison à cuisine unique), des crèches et des laveries à l'intérieur même du bâtiment, on encourageait l'adhésion des locataires à un univers plus socialiste, et en libérant les femmes de leur rôle traditionnel de ménagère, à un monde plus féministe. Le bâtiment avait ainsi un rôle à jouer comme « condensateur social » en accueillant en son sein une bibliothèque et un gymnase.
D'un autre côté, les architectes des années 1920 devaient faire face à la réalité sociale d'une ville socialiste surpeuplée : tous les appartements d'une famille seule ayant plus d'une pièce devaient finalement être transformés en une kommounalka multi-familiale. Des appartements pouvaient être affectés à une famille unique si, et seulement si, ils étaient physiquement trop petits pour être divisés et accueillir plus d'une famille. N'importe quel appartement d'un seul niveau pouvait être divisé ; c'est pourquoi les architectes d'avant-garde (notamment Ginzbourg et Constantin Melnikov) dessinèrent ce type d'unités, reliant par une séparation verticale de la chambre (en haut) et combinant cuisine et séjour (en bas). Ilya Golossov instaura ce type de cellule avec sa Maison collective d'Ivanovo ; Pavel Gofman l'appliqua pour des maisons collectives à Saratov (photographies). Ginzbourg peaufina leurs plans grâce à l'expérience du vécu des habitants.

## Appartements verticaux
Le Narkomfin aujourd'hui possède 54 unités, aucune d'elles n'a de cuisine en propre – du moins officiellement. Beaucoup de résidents ont divisé leur appartement pour y faire tenir une petite cuisine. Les appartements occupent les cinq niveaux mais seulement deux couloirs, au deuxième et quatrième étage, les desservent ; un appartement qui serait réparti, par exemple, entre le troisième et le deuxième étage aurait son entrée sur le couloir du deuxième, etc. Ceci constitue une violation des consignes de sécurité incendie actuelles, aggravée par les escaliers étroits à l'intérieur des appartements et des cloisons en bois.
Les appartements furent classés selon leur capacité à pouvoir être « complètement collectivisés », avec comme critères les chambres possédant leur propre kitchenette ou appartements uniquement pour y dormir et étudier. La plupart de ces unités appartiennent au type Cellule K (avec un séjour ayant un plafond double-hauteur) ou au type Cellule F donnant sur une galerie extérieure. Le commanditaire du projet, le commissaire des Finances Nikolaï Alexandrovitch Milioutine, bénéficiait d'un appartement avec terrasse (prévu à l'origine comme une aire de récréation collective). Milioutine est aussi connu comme urbaniste expérimental, ayant développé des plans de ville linéaire.

## Influence

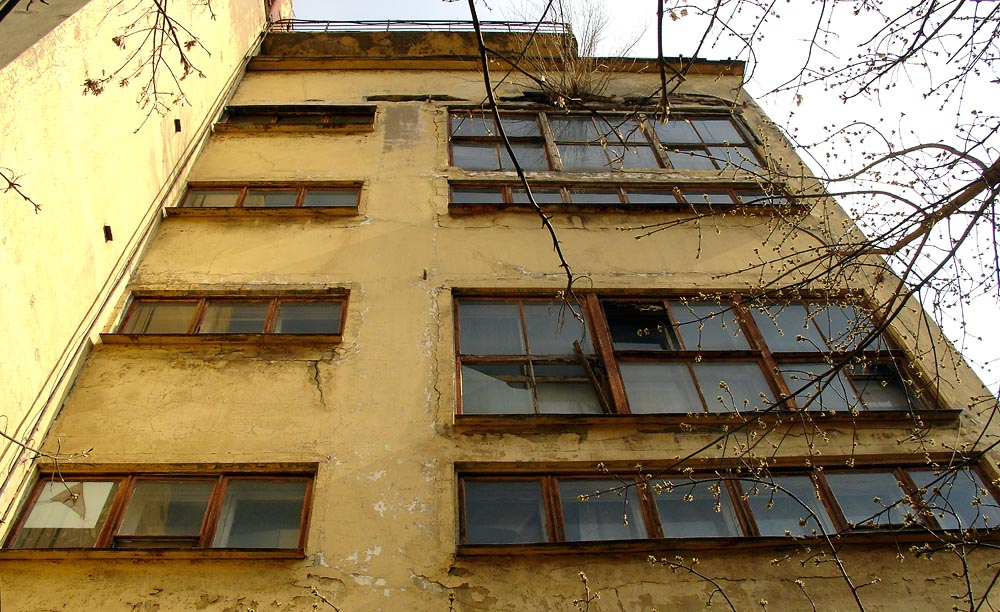
Vue de l'ouest

Le Corbusier qui observa de près ce bâtiment durant son séjour en Union soviétique, ne cache jamais la dette qu'il devait au concept précurseur du bâtiment du Narkomfin, et il en fera une variation avec ses plans d'appartements en duplex de ses unités d'habitation. Parmi d'autres architectes à avoir réutilisé ces idées on compte Moshe Safdie et son Habitat 67 lors de l'Expo 67 et Denys Lasdun avec ses immeubles de luxe sur St James' à Londres. L'idée de condensateur social fut aussi reconnue par Berthold Lubetkin comme une influence sur son travail. 

## Le bâtiment du Narkomfin confronté au réel
Le réformisme teinté d'utopisme de la vie quotidienne qui était l'idéal irriguant ce bâtiment, tomba en disgrâce pratiquement dès sa livraison. Après le début du cinquième plan quinquennal et la consolidation au pouvoir de Staline, ses idées collectivistes et féministes furent rejetées parce que jugées gauchistes ou trotskystes. Dans les années 1930, le niveau du sol qui était resté libre à l'origine avec seulement les pilotis, fut clos pour y mettre des appartements, aidant ainsi à soulager la crise du logement sévissant à Moscou, tandis qu'une aile prévue fut ajoutée dans un style stalinien. Le bâtiment surplombe l'ambassade des États-Unis, ce qui a découragé les résidents d'utiliser le toit-terrasse. Les vicissitudes du bâtiment furent relevées dans le livre de Victor Buchli An Archaeology of Socialism (Berg, 2000) qui prend les appartements et leurs habitants comme point de départ de son analyse de la « culture matérielle » soviétique.

## Un monument en péril

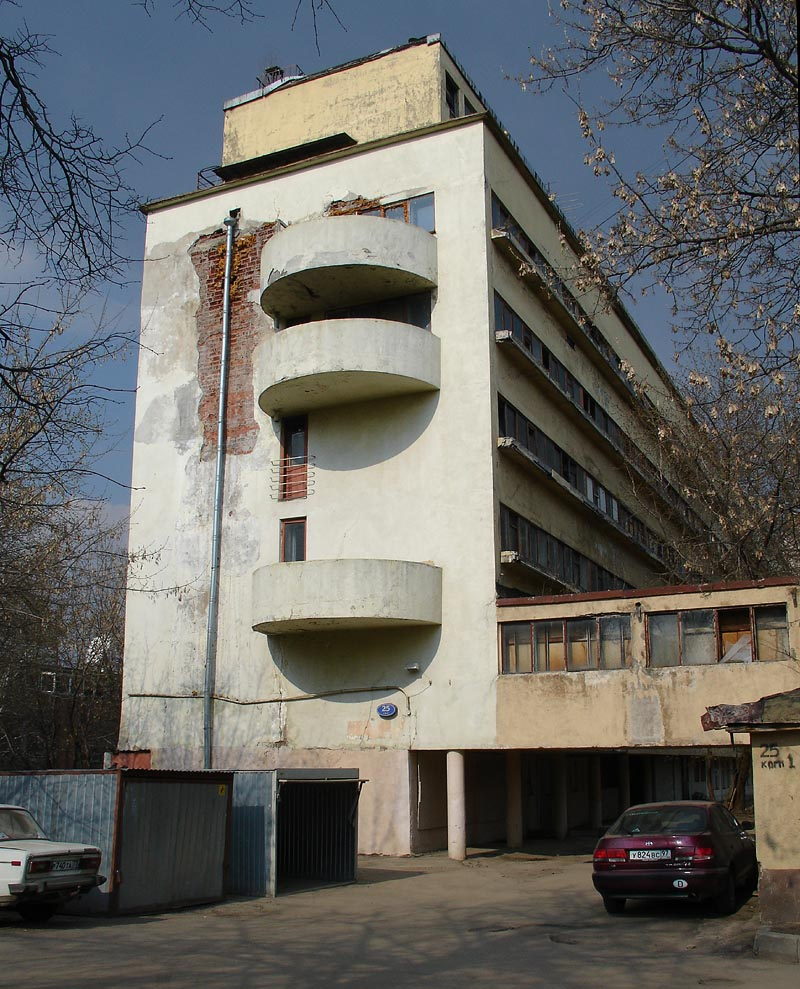
Vue depuis le sud

Le bâtiment est resté à l'abandon pendant au moins trois décennies, et est maintenant dans un état de délabrement avancé bien qu'il soit toujours en partie habité. Il existe trois propositions différentes de sauvegarde du bâtiment, qui est menacé de démolition et qui subit la pression foncière de ce quartier aux prix particulièrement élevés, chacune le transformant en appartements de luxe ou en hôtel. Le bâtiment du Narkomfin est placé sur la liste de l'Unesco des bâtiments en danger parmi ceux dont la situation est la plus préoccupante. Une campagne internationale pour sa sauvegarde a même vu le jour.
Chaque appartement est légalement la propriété de ses résidents, depuis 1992. Par la suite un spéculateur immobilier en a racheté un grand nombre ; le reste appartient toujours à ceux qui y habitent (maintenant le propriétaire majoritaire est l'agence MIAN). Ceci crée un blocage légal quand les propriétaires sont incapables de se former en copropriété et de gérer la résidence indépendamment des autorités municipales – alors la mairie exerce un contrôle presque absolu sur le destin du Narkomfin.
La mairie de Moscou, sous l'impulsion de son maire Iouri Loujkov, détient le record de démolition de monuments historiques. D'habitude les promoteurs soutenus par la mairie n'ont aucun problème pour déloger les habitants d'un bâtiment vétuste, surtout quand la plupart des propriétaires laissent eux-mêmes leur appartement en vacance. Cependant les protestations publiques contre ces réhabilitations dénaturantes du Narkomfin semblent avoir stoppé pour longtemps les désirs des promoteurs.
MIAN a l'intention de réhabiliter le Narkomfin en un appart-hôtel, et a demandé à Alexey Ginzbourg, petit-fils de Moisei Ginzbourg, d'en dessiner le projet. Ils estiment que le prix de la réhabilitation ne dépassera pas les 18 000 000 euros, tandis que les prix du mètre carré dans ce quartier s'échelonnent autour de 18 000 euros. Le code russe des monuments répertoriés au patrimoine interdit toute modification majeure des murs intérieurs et cloisons. Mais en même temps les cellules et les couloirs d'origine de Moisei Ginzbourg ne répondent absolument plus aux normes de construction et de sécurité actuelles. L'intérieur ne sera donc jamais reconstruit à l'identique, même selon le scénario plus optimiste.
La restauration est achevée en 2020.